# Lagarto (carne bovina)
|  |

| Animal (kg) | Arroba (@) | Média (kg) |
| 160         | 10         | 1,52       |
| 190         | 12         | 1,81       |
| 220         | 14         | 2,09       |
| 250         | 16         | 2,38       |

O Lagarto é um tipo de corte da carne bovina. Está localizado na parte traseira do animal e representa, aproximadamente, 3,73% da carcaça traseira. Também denominada na região sul do Brasil como tatu. Na Bahia e alguns estados do norte e nordeste é conhecido como paulista. No Rio Grande do Norte e outros cantos do Nordeste pode ser conhecido com lombo paulista.

## Informação nutricional
| Valor calórico     | 152,67 kcal | 6%  |
| Carboidratos       | 0,88 g      | 0%  |
| Proteínas          | 23,09 g     | 46% |
| Gorduras totais    | 6,31 g      | 0%  |
| Gorduras saturadas | 2,43 g      | 10% |
| Colesterol         | 47,46 mg    | 16% |
| Fibras             | 0 g         | 0%  |
| Cálcio             | 9,60 mg     | 1%  |
| Ferro              | 1,37 mg     | 10% |
| Sódio              | 68,54 mg    | 3%  |

Obs.: Valores diários em referência com base em uma dieta de 2.500 calorias por porção de 100g com referência para animais do Brasil.